# Uniwersytet Ryersona
Uniwersytet Ryersona (ang. Ryerson University) – kanadyjski uniwersytet publiczny w Toronto, w prowincji Ontario.
Uczelnia powstała w 1948 pod nazwą Ryerson Institute of Technology, nadaną na cześć Egertona Ryersona, założyciela wielu instytucji edukacyjnych w Toronto. Na początku funkcjonowała jako coś w rodzaju wyższej szkoły zawodowej. W 1966 nazwę zmieniono na Ryerson Polytechnical Institute. 
Od 1971 placówka jest uprawniona do przyznawania dyplomów uniwersyteckich. W 1993 nazwa została ponownie zmieniona, tym razem na Ryerson Polytechnic University, wraz z przyznaniem prawa nadawania stopnia doktora. W 2001 zmieniono nazwę na obecną, by podkreślić zakończenie przekształcania instytucji w pełny uniwersytet.
W 2016 na uczelni kształciło się około 42 tysięcy studentów, z czego ponad 39 tysięcy na studiach licencjackich.
W 2022 roku uniwersytet zmienił nazwę na Toronto Metropolitan University w odpowiedzi na kontrowersyjne dziedzictwo Egertona Ryersona dotyczące zakładania szkół z internatem dla dzieci Pierwszych Narodów.